# Pennington (Nueva Jersey)
Pennington es un borough ubicado en el condado de Mercer en el estado estadounidense de Nueva Jersey. En el año 2010 tenía una población de 2.585 habitantes y una densidad poblacional de 1.034 personas por km².

## Geografía
Pennington se encuentra ubicado en las coordenadas 40°19′30″N 74°47′32″O / 40.32500, -74.79222.

## Demografía
Según la Oficina del Censo en 2000 los ingresos medios por hogar en la localidad eran de $90,366 y los ingresos medios por familia eran $107,089. Los hombres tenían unos ingresos medios de $84,912 frente a los $43,068 para las mujeres. La renta per cápita para la localidad era de $45,843. Alrededor del 2.4% de la población estaba por debajo del umbral de pobreza.